# Rutger Wessel van Boetzelaer

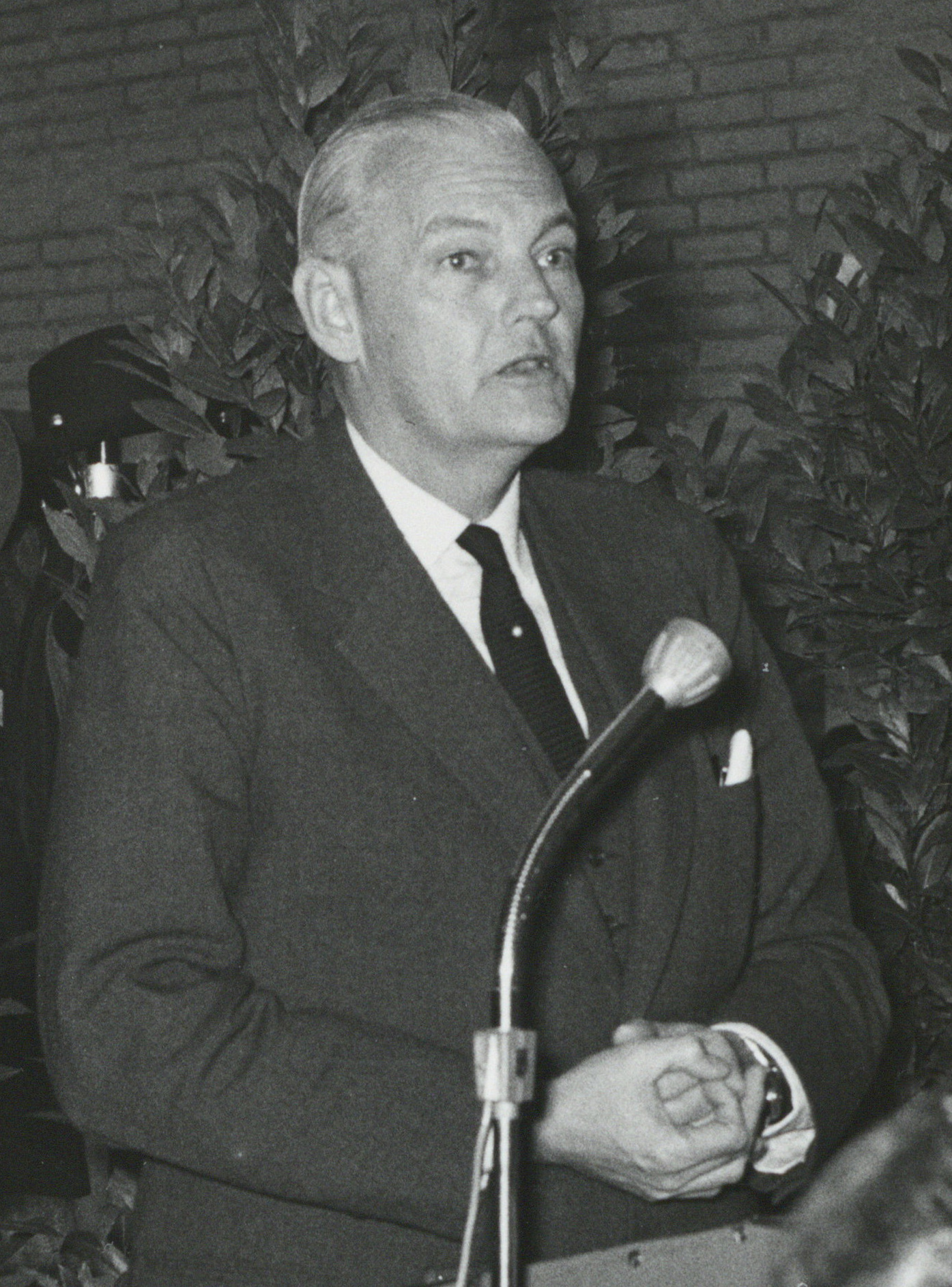
Burgemeester mr. R.W. baron van Boetzelaer (1962)

Rutger Wessel baron van Boetzelaer (Den Haag, 14 mei 1914 – Zeist, 13 januari 1999) was een Nederlands politicus van de CHU.

## Familie
Van Boetzelaer, lid van de familie Van Boetzelaer, was een zoon van luitenant en Diplomingenieur Christiaan Willem Johan baron van Boetzelaer (1874-1941) en kunstschilderes Elizabeth Hermina Kam (1881-1961). Hij trouwde in 1942 met Niklara Willemina Wildschut (1917-1988) met wie hij een zoon en een dochter kreeg. Zijn zoon Marnix Wessel baron van Boetzelaer (1944-2018) werd helikopterpiloot en kreeg onder meer bekendheid door zijn werk voor Greenpeace.

## Loopbaan
Na het doorlopen van de hbs in zijn geboorteplaats ging hij Indisch recht studeren aan de Rijksuniversiteit Utrecht. Hij brak die studie voortijdig af en ging in 1937 werken op het gemeentehuis van eerst Lienden en later Heerde. In 1941 dook Van Boetzelaer onder om te voorkomen dat hij naar Duitsland zou worden gestuurd. Na de bevrijding ging hij in 1945 werken op de gemeentesecretarie van Apeldoorn en later die van Rheden en daarnaast maakte hij alsnog zijn rechtenstudie af. In februari 1951 werd Van Boetzelaer benoemd tot burgemeester van Vollenhove en in juli 1957 volgde zijn benoeming tot burgemeester van Driebergen-Rijsenburg. In 1979 ging hij met pensioen waarna hij in Zeist ging wonen waar hij begin 1999 op 84-jarige leeftijd overleed.